# Banjarwaru (Lumajang)
Banjarwaru is een bestuurslaag in het regentschap Lumajang van de provincie Oost-Java, Indonesië. Banjarwaru telt 2200 inwoners (volkstelling 2010).